# Euchalinus sciolus
Euchalinus sciolus är en stekelart som först beskrevs av Tosquinet 1903.  Euchalinus sciolus ingår i släktet Euchalinus och familjen brokparasitsteklar. Inga underarter finns listade i Catalogue of Life.